# أميتاف أتشاريا
يُعدّ البروفيسور أتشّاريا أحد أبرز المفكرين في ميدان العلاقات الدولية على مستوى العالم، وقد ترك بصمة متميزة في مجالات متعدّدة مثل البنائية، الحوكمة العالمية، الإقليمية الآسيوية، والأمن الإنساني. اشتهر بمفهوم "العلاقات الدولية العالمية" (Global IR) الذي يدعو إلى الاعتراف بمساهمات دول الجنوب في صياغة النظرية والممارسة في العلاقات الدولية، وتوسيع أفق النقاش بعيدًا عن التمركز الغربي. كما أنه لديه خبرة واسعة وقدم العديد من الإسهامات العلمية في مواضيع متعددة في العلاقات الدولية، بما في ذلك النظرية البنائية، ودراسات دول جنوب شرق آسيا (أسيان). في عام 2014، أصبح أتشّاريا أول رئيس غير غربي لجمعية الدراسات الدولية (ISA)، وهو إنجاز تاريخي يعكس مكانته العالمية وتقدير المجتمع الأكاديمي لأعماله. 

## مسيرته الأكاديمية
بدأ أتشّاريا دراسته الجامعية في العلوم السياسية في جامعة رافينشو في الهند، ثم حصل على درجة الماجستير من جامعة جواهر لال نهرو، قبل أن ينتقل إلى أستراليا حيث نال درجة الدكتوراه من جامعة مردوخ عام 1987.
شغل مناصب أكاديمية وبحثية في عدد من المؤسسات البارزة حول العالم. عمل بدايةً في سنغافورة في معهد دراسات جنوب شرق آسيا (الذي يُعرف اليوم باسم معهد يوسف إسحاق)، وكذلك في جامعة سنغافورة الوطنية. في عام 1993، التحق بجامعة يورك في كندا، كما عمل لاحقًا زميلًا في مركز آسيا التابع لجامعة هارفارد، ومركز الأعمال والحكومة في كلية كينيدي.
بين عامي 2001 و2007، شغل منصب نائب مدير ورئيس وحدة الأبحاث في معهد الدراسات الدفاعية والاستراتيجية، والذي أصبح لاحقًا مدرسة راجاراتنام للدراسات الدولية في سنغافورة. ثم تولّى رئاسة مركز الحوكمة والشؤون الدولية بجامعة بريستول في المملكة المتحدة، إلى أن انتقل في 2009 إلى الجامعة الأمريكية بواشنطن العاصمة حيث يشغل منصبه الحالي.
وقد عُيِّن أتشّاريا أستاذًا زائرًا في عدد كبير من الجامعات الدولية، من بينها جامعة مالايا في ماليزيا، جامعة تشولا لونغكورن في تايلند، وجامعة ستانفورد، وكذلك في جامعات في أستراليا، المجر، اليابان، فيتنام، وجنوب أفريقيا، وغيرها. وفي عام 2012، حصل على زمالة "كريستنسن" في كلية سانت كاثرين بجامعة أوكسفورد، كما شغل كرسي "نيلسون مانديلا" للعلاقات الدولية في جامعة رودس بجنوب أفريقيا.
شغل أتشّاريا مناصب أكاديمية زائرة عديدة خلال مسيرته، من بينها منصب رئيس كرسي "آسيم" للتكامل الإقليمي في جامعة مالايا، ومنصب الأستاذ الزائر في العلوم السياسية ضمن برنامج "ديرك جاياناما" في جامعة ثاماسات، وكذلك زميل أستاذي زائر في معهد دراسات جنوب شرق آسيا في سنغافورة، وأستاذ زائر في كلية لي كوان يو للسياسات العامة بجامعة نانيانغ التكنولوجية في سنغافورة، وأستاذ زائر في كلية الاقتصاد بجامعة شولالونغكورن. كما شغل مناصب زائرة في الجامعة الوطنية الأسترالية، وجامعة ستانفورد، وجامعة سيدني، ومعهد الأمم المتحدة لدراسات التكامل الإقليمي المقارن، والجامعة الوطنية الفيتنامية، والجامعة المركزية الأوروبية، وجامعة ريتسوميكان. وقد تم انتخابه لزمالة كريستنسن في كلية سانت كاثرين بجامعة أوكسفورد عام 2012. وفي عامي 2012–2013، عُيّن في كرسي نيلسون مانديلا كأستاذ زائر للعلاقات الدولية في جامعة رودس بجنوب أفريقيا. وفي عام 2016، تم تعيينه أول حامل لكرسي شركة بوينغ للعلاقات الدولية ضمن برنامج شوارتزمان للعلماء في جامعة تسينغهوا. كما شغل منصب أستاذ زائر متميّز في مدرسة تايبيه للاقتصاد والعلوم السياسية بجامعة تسينغ هوا الوطنية في تايوان. وفي عام 2022، تم تعيينه أستاذًا استثنائيًا (Professor Extraordinarius) في جامعة بريتوريا.
حصل على جائزة أسطورة أوديشا الحية (2016). كما تلقى ثلاث جوائز "الباحث المتميز" من جمعية الدراسات الدولية: الأولى عام 2015 تقديرًا لـ"إسهامه في نظرية العلاقات الدولية غير الغربية وتعزيز الشمولية" في الدراسات الدولية، والثانية عام 2018 عن "تأثيره وأعماله الفكرية وإرشاده الأكاديمي" في ميدان المنظمات الدولية، والثالثة عام 2023 عن "تأثيره الاستثنائي" في عولمة دراسة العلاقات الدولية و"إرشاده للباحثين الناشئين".
وفي عام 2020، نال أعلى وسام تمنحه الجامعة الأمريكية: جائزة الباحث–المُدرّس للعام. وفي عام 2022، فاز بجائزة الباحث المتميز الافتتاحية لعام 2023 من جمعية الدراسات الدولية

## الأبحاث
تشمل اهتمامات أتشّاريا البحثية الرئيسية انتشار الأفكار والمعايير في السياسة العالمية، ونظرية العلاقات الدولية البنيوية بشكل عام؛ إلى جانب الإقليمية المقارنة، مع تركيز خاص على رابطة دول جنوب شرق آسيا (آسيان)؛ وكذلك المساهمات القادمة من الجنوب العالمي في النظرية والممارسة في العلاقات الدولية، أو ما يُعرف بـ"العلاقات الدولية العالمية". تجمع بحوث أتشّاريا بين هذه المجالات المختلفة وتتقاطع معها، وغالبًا ما يتناول عمله عدة موضوعات متشابكة ضمن دراسة واحدة.

### محلية المبادئ والمُعاضدة المبدئية
تتمثل أبرز مساهمات أتشّاريا في تطوير نظرية العلاقات الدولية البنيوية في مفهومي "محلية المبادئ" و"المُعاضدة المبدئية". تقليديًا، تولي البنيوية أهمية كبرى للأفكار والمبادئ في السياسة الدولية مقارنة بالواقعية والليبرالية. غير أن أتشّاريا يشير إلى أن معظم البنيويين يفترضون أن المبادئ تنتقل من الغرب (أو الشمال العالمي) إلى "الباقي" (أي الجنوب العالمي). يتحدى أتشّاريا هذه الرواية أحادية الاتجاه، ويُبرز أهمية المعتقدات والممارسات المحلية. ومن خلال دراسات حالة من آسيان، يُبيّن كيف أن قادة جنوب شرق آسيا لم يتبنّوا المبادئ العابرة للحدود كما هي، بل عندما كانت هذه المبادئ متوافقة مع المعتقدات المحلية السابقة، أو ما يُسميه بـ"المقدمات المعرفية"، فقد نجحوا في "محليتها". يتجلى ذلك في مثال تكييف دول آسيان لمبدأ "الأمن المشترك" الذي تبنته منظمة الأمن والتعاون في أوروبا، وتحويله إلى "الأمن التعاوني" كما تجسّد في منتدى آسيان الإقليمي. فرغم أن مبدأ الأمن التعاوني يُقرّ بالحاجة إلى تعاون أمني إقليمي شامل، إلا أنه رفض الجوانب القانونية والسياسية الداخلية في نموذج الأمن المشترك، انسجامًا مع المبادئ الأساسية لما يُعرف بـ"نهج آسيان".
بينما يُبرز مفهوم محلية المبادئ دور الفاعلين المحليين في تكييف المبادئ العابرة للحدود لتناسب السياق المحلي، فإن مفهوم المُعاضدة المبدئية يعكس اتجاهًا مغايرًا: يتمثل في ابتكار مبادئ جديدة محليًا، لا بهدف الاستيعاب الداخلي فقط، بل بهدف التأثير الخارجي والمساهمة في تشكيل النظام الدولي ذاته. فبدلًا من التكيّف مع المبادئ المفروضة، يقوم الفاعلون المحليون بصياغة مبادئهم الخاصة ودفعها نحو التدويل، كوسيلة لحماية استقلالهم التنظيمي والسيادي من التدخلات أو الاختراقات الخارجية. وفي مقابل الطابع الداخلي لمحلية المبادئ، فإن المُعاضدة المبدئية ذات توجه خارجي. مرة أخرى، يستخدم أتشّاريا مثالًا من جنوب شرق آسيا لتوضيح المفهوم. ففي مواجهة منظمة الدفاع الجماعي بقيادة الولايات المتحدة (معاهدة الدفاع المشترك لجنوب شرق آسيا عام 1954)، اجتمع قادة جنوب وجنوب شرق آسيا في مؤتمر باندونغ عام 1955، حيث أقرّوا بمبدأ الدفاع الجماعي، لكنهم رفضوا استخدامه لحماية دولة واحدة فقط. ومن خلال هذا الموقف، لم يرفض قادة باندونغ المركزية الأمريكية في الترتيبات الأمنية الإقليمية فحسب، بل قاموا أيضًا بصياغة مبدأ جديد للدفاع الجماعي يُعطي أهمية متساوية لجميع أعضاء الاتفاقية.
تفاعلت مجموعة من باحثي العلاقات الدولية مع أعمال أتشّاريا حول المبادئ، سواء بالبناء عليها أو بمناقشتها نقديًا، ومن أبرزهم أنتيه فيينر، وليزيبِث تسيمرمان، وكاثرين سيكِّنك. وفي إطار مساهمتها النظرية، قدّمت سيكِّنك مفهوم "الريادة المبدئية" (norm protagonism) الذي يُعيد توجيه النقاش حول تشكل المبادئ وانتشارها، عبر التأكيد على دور الجنوب العالمي بوصفه فاعلًا تأسيسيًا لا تابعًا. بخلاف الاتجاه الذي يُركّز على محلية المبادئ أو المُعاضدة المبدئية كآليتين للتفاعل مع المبادئ الوافدة، تُظهر سيكِّنك كيف أن بلدان أمريكا اللاتينية كانت من الجهات الرائدة في صياغة مبادئ حقوق الإنسان، حيث تبنّت "الإعلان الأمريكي لحقوق وواجبات الإنسان" في أبريل 1948، أي قبل ثمانية أشهر من اعتماد الإعلان العالمي لحقوق الإنسان من قِبل الجمعية العامة للأمم المتحدة في ديسمبر من العام نفسه. يشير هذا المثال إلى أن المبادئ العالمية لا تُفرض من الشمال على الجنوب فحسب، بل يمكن للجنوب ذاته أن يكون مصدرًا مُولِّدًا للمبادئ، تسري منه إلى العالم.